# Alberto Burri
Alberto Burri (1915-1995) fou un pintor i escultor dins de l'art abstracte. És cèlebre per l'ús de materials quotidians com el quitrà o tela de sac i per l'experimentació propera a l'informalisme. Les seves obres es basen en la combinació de matèries, textures i formes per suggerir imatges que provenen del món contemporani, lluny per tant d'una estètica idealista. Més endavant va incorporar el foc, cremant part de les seves obres o materials.